# Iberochondrostoma olisiponensis
La boga de boca arqueada de Lisboa (Iberochondrostoma olisiponensis) es una especie de pez teleósteo de la familia de los ciprínidos, de reciente identificación y sin caracteres morfológicos determinantes para su identificación taxonómica.

## Distribución
Especie endémica de Portugal, recientemente localizada en las proximidades de la capital portuguesa en la cuenca del río Tajo.